# Suzuki Vitara
Suzuki Vitara je SUV crossover japonské automobilky Suzuki, který byl představen v roce 1988. K roku 2025 existují celkem čtyři generace vozu, přičemž druhá a třetí generace byla prodávána pod názvem Suzuki Grand Vitara. V Japonsku a v několika dalších zemích se vůz prodává pod názvem Suzuki Escudo.
První generace vozu byla prodávána v letech 1988 až 1998, druhá v letech 1998 až 2005, třetí v letech 2005 až 2015 a čtvrtá je k roku 2025 v prodeji právě od roku 2015; tento model se zaměřil více na crossover funkcionalitu SUV namísto offroad jízdních vlastností (řadu komponentů převzala čtvrtá generace z vozu Suzuki SX4).
V roce 2022 společnost Suzuki představila nový vůz označený jako Suzuki Grand Vitara určený specificky pro trh v Indii. V roce 2025 byl pak představen také elektrizovaný model vozu Suzuki eVitara.

## Galerie

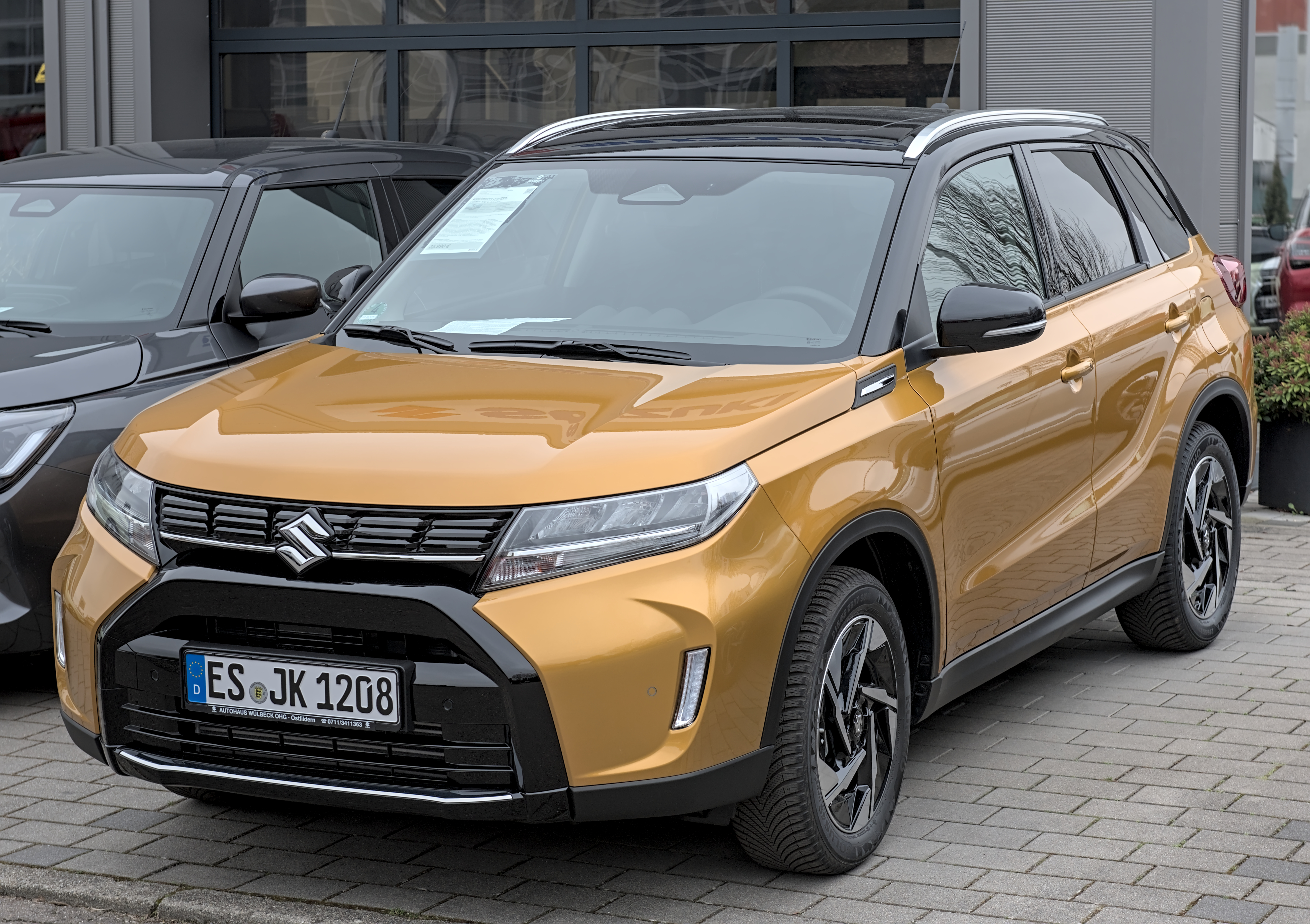
Suzuki Vitara čtvrté generace (2024)
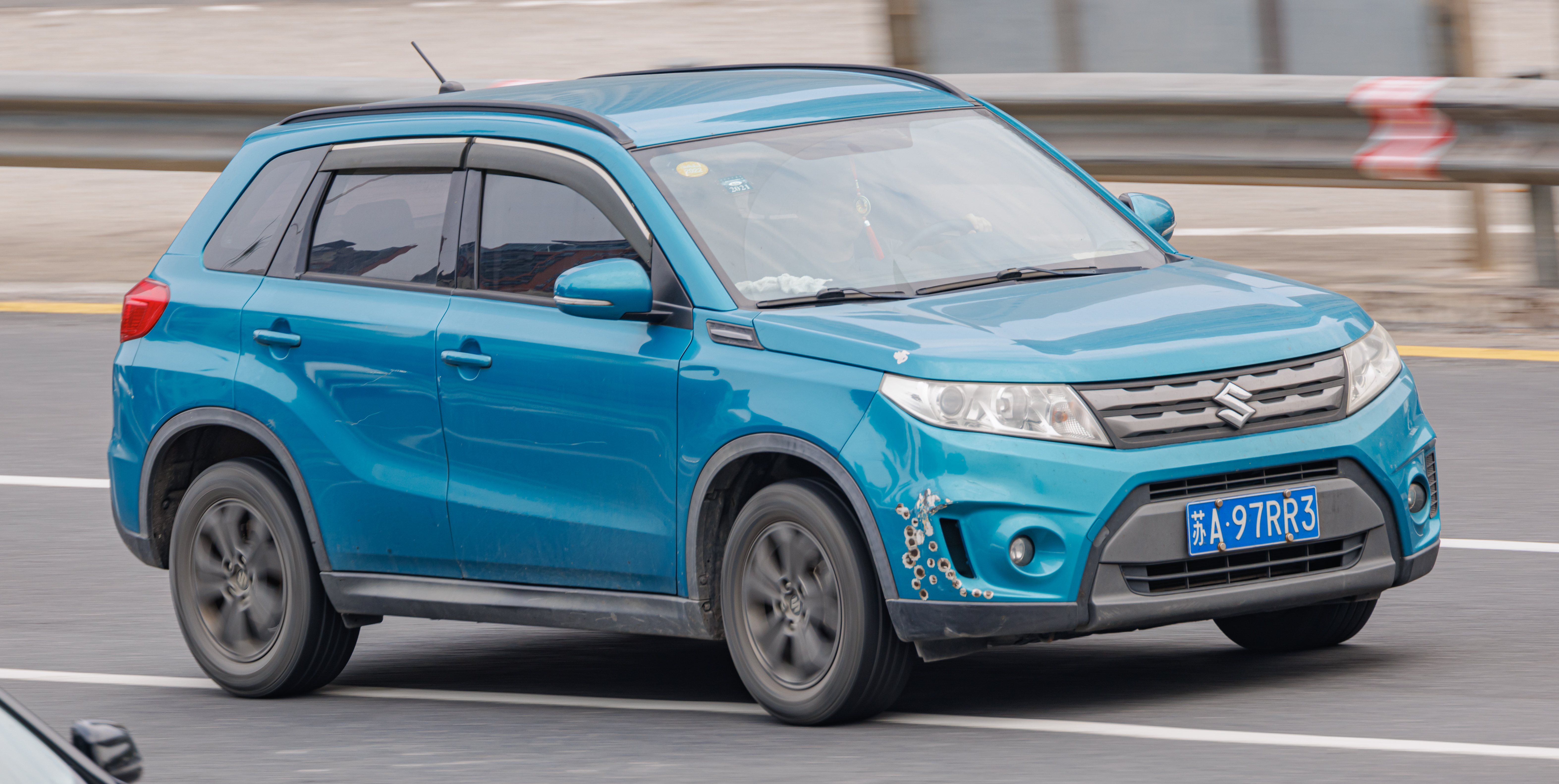
Modré Suzuki Vitara v Číně
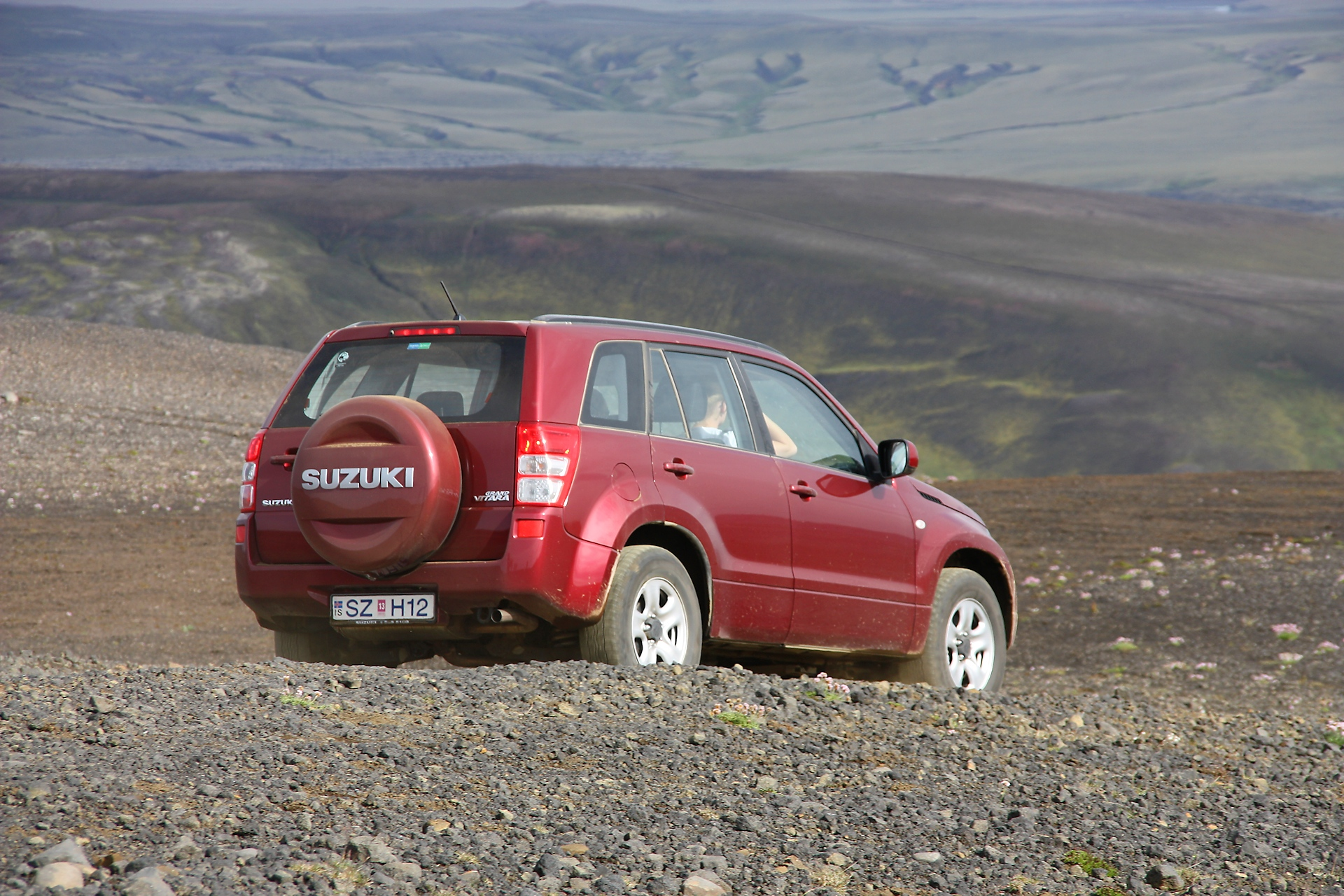
Červené Suzuki Grand Vitara na Islandu v roce 2009
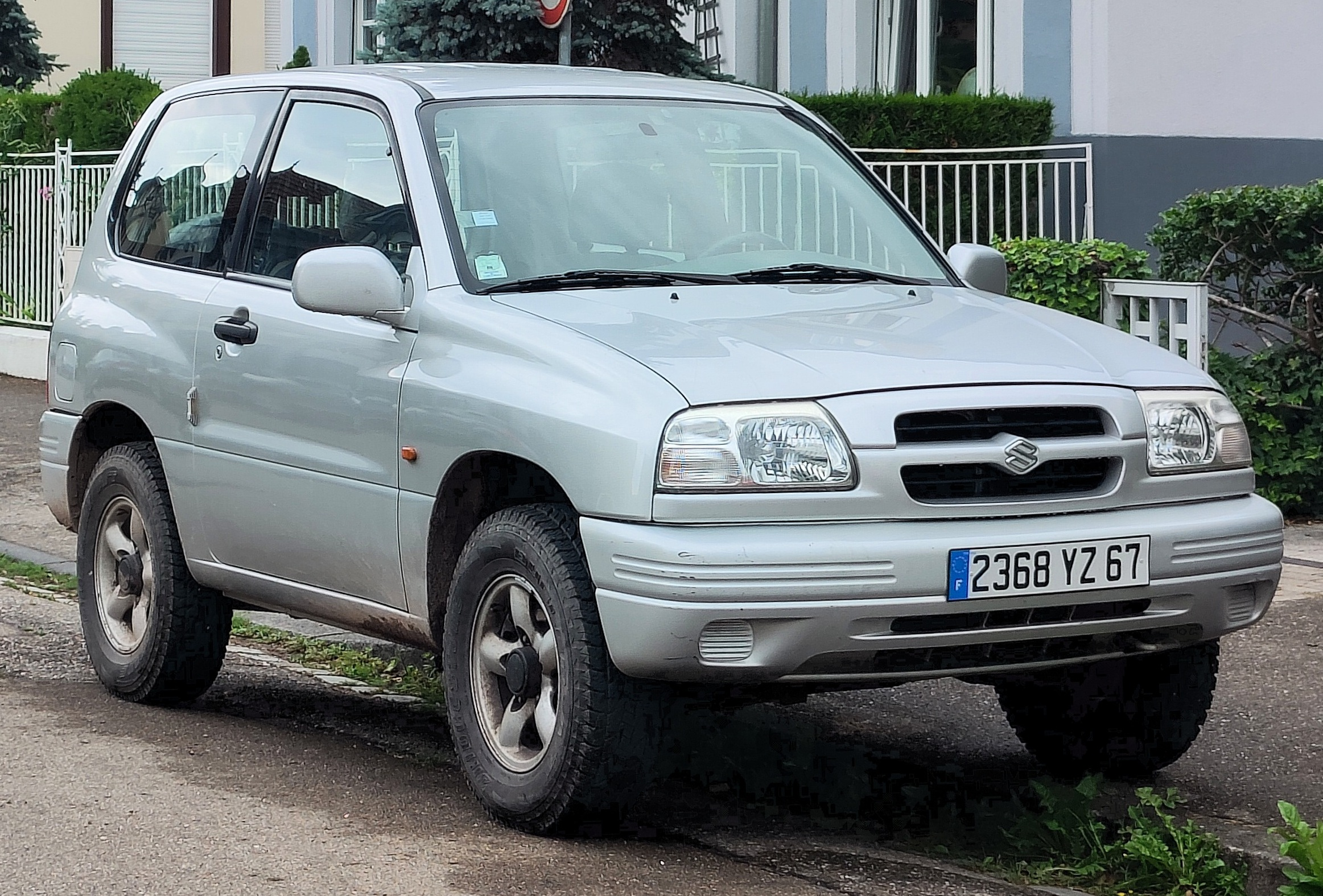
Třídveřové Suzuki Grand Vitara
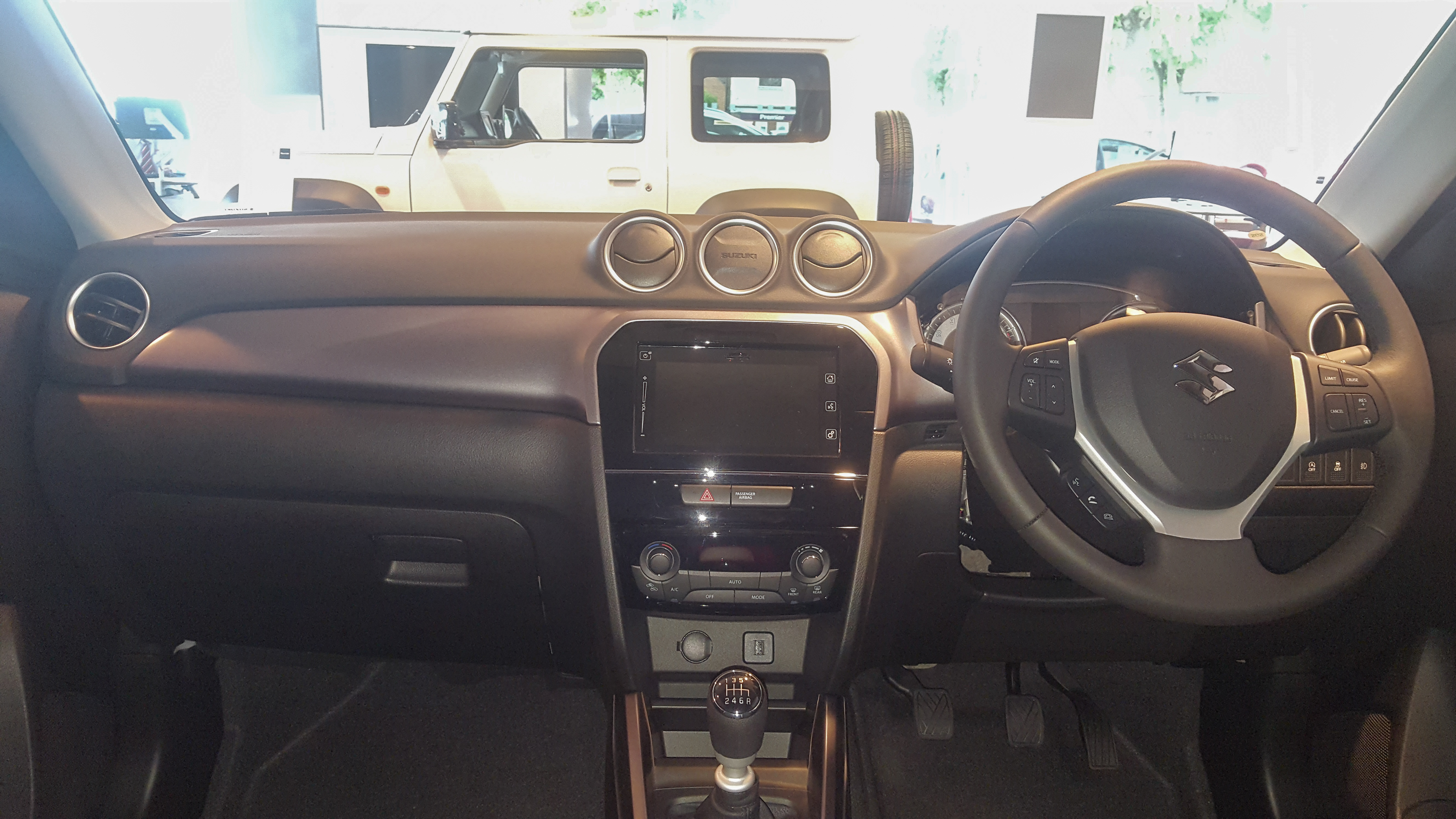
Interiér přední části vozu s volantem vpravo